# Stor-Tuvtjärnen
Stor-Tuvtjärnen är en sjö i Norsjö kommun i Västerbotten och ingår i Skellefteälvens huvudavrinningsområde. Sjön har en area på 0,0288 kvadratkilometer och ligger 229,2 meter över havet.

## Delavrinningsområde
Stor-Tuvtjärnen ingår i det delavrinningsområde (719869-169653) som SMHI kallar för Utloppet av Månsträsket. Medelhöjden är 232 meter över havet och ytan är 6,55 kvadratkilometer. Räknas de 19 avrinningsområdena uppströms in blir den ackumulerade arean 134,52 kvadratkilometer. Karsbäcken som avvattnar avrinningsområdet har biflödesordning 2, vilket innebär att vattnet flödar genom totalt 2 vattendrag innan det når havet efter 93 kilometer. Avrinningsområdet består mestadels av skog (48 procent) och sankmarker (32 procent). Avrinningsområdet har 1,13 kvadratkilometer vattenytor vilket ger det en sjöprocent på 17,3 procent.